# Oliver Turton
Oliver Anthony Turton (Manchester, 6 dicembre 1992) è un calciatore inglese, difensore dell'Huddersfield Town.

## Carriera
Cresciuto nel settore giovanile del Crewe Alexandra, debutta in prima squadra, nella quarta divisione inglese, il 30 aprile 2011, disputando l'incontro di Football League Two vinto per 2-0 contro lo Stockport County. Successivamente trascorre la prima parte della stagione 2011-2012 in prestito al Market Drayton Town insieme al compagno di squadra Jason Oswell. Terminato il prestito gioca altre due partite in quarta divisione con il Crewe Alexandra, che a fine stagione viene promosso in terza divisione. Nel biennio seguente Turton gioca rispettivamente 20 e 12 partite in questa categoria, nella quale è invece titolare fisso dal 2014 al 2016, quando gioca 90 partite sulle 92 di campionato in programma nell'arco di quel biennio; trascorre poi al Crewe Alexandra anche la stagione 2016-2017, nella quale disputa altre 45 partite in quarta divisione, per un totale quindi di 190 presenze e quattro reti tra tutte le competizioni ufficiali con il club nell'arco di sette stagioni di militanza. Nell'estate del 2017 si trasferisce al Blackpool, in terza divisione, trascorrendo in questa categoria le successive quattro stagioni con i Tangerines, con cui disputa in totale 165 partite (con anche otto gol segnati) tra tutte le competizioni ufficiali.
Il 3 giugno 2021, dopo non aver rinnovato il suo contratto in scadenza con il Blackpool, si accasa in seconda divisione all'Huddersfield Town; esordisce in Championship il 7 agosto 2021, in occasione dell'incontro pareggiato per 1-1 contro il Derby County.

## Statistiche

### Presenze e reti nei club
Statistiche aggiornate al 10 ottobre 2022.
| Stagione               | Squadra                | Campionato             | Campionato | Campionato | Coppe nazionali | Coppe nazionali | Coppe nazionali | Coppe continentali | Coppe continentali | Coppe continentali | Altre coppe | Altre coppe | Altre coppe | Totale | Totale |
| Stagione               | Squadra                | Comp                   | Pres       | Reti       | Comp            | Pres            | Reti            | Comp               | Pres               | Reti               | Comp        | Pres        | Reti        | Pres   | Reti   |
| ---------------------- | ---------------------- | ---------------------- | ---------- | ---------- | --------------- | --------------- | --------------- | ------------------ | ------------------ | ------------------ | ----------- | ----------- | ----------- | ------ | ------ |
| 2010-2011              | Crewe Alexandra        | FL2                    | 1          | 0          | FACup+CdL       | 0               | 0               |                    | -                  | -                  | FLT         | 0           | 0           | 1      | 0      |
| 2011-2012              | Crewe Alexandra        | FL2                    | 2          | 0          | FACup+CdL       | 0               | 0               |                    | -                  | -                  | FLT         | 1           | 0           | 3      | 0      |
| 2012-2013              | Crewe Alexandra        | FL1                    | 20         | 0          | FACup+CdL       | 1+2             | 0               |                    | -                  | -                  | FLT         | 1           | 0           | 24     | 0      |
| 2013-2014              | Crewe Alexandra        | FL1                    | 12         | 1          | FACup+CdL       | 0+1             | 0               |                    | -                  | -                  | FLT         | 1           | 0           | 14     | 1      |
| 2014-2015              | Crewe Alexandra        | FL1                    | 44         | 1          | FACup+CdL       | 2+2             | 0               |                    | -                  | -                  | FLT         | 1           | 0           | 49     | 1      |
| 2015-2016              | Crewe Alexandra        | FL1                    | 46         | 1          | FACup+CdL       | 1+1             | 0               |                    | -                  | -                  | FLT         | 1           | 0           | 49     | 1      |
| 2016-2017              | Crewe Alexandra        | FL2                    | 45         | 1          | FACup+CdL       | 1+2             | 0               |                    | -                  | -                  | FLT         | 2           | 0           | 50     | 1      |
| Totale Crewe Alexandra | Totale Crewe Alexandra | Totale Crewe Alexandra | 170        | 4          |                 | 13              | 0               |                    | -                  | -                  |             | 7           | 0           | 190    | 4      |
| 2017-2018              | Blackpool              | FL1                    | 41         | 1          | FACup+CdL       | 1+0             | 0               |                    | -                  | -                  | FLT         | 1           | 0           | 43     | 1      |
| 2018-2019              | Blackpool              | FL1                    | 32         | 1          | FACup+CdL       | 1+3             | 0               |                    | -                  | -                  | FLT         | 2           | 0           | 38     | 1      |
| 2019-2020              | Blackpool              | FL1                    | 30         | 0          | FACup+CdL       | 4+1             | 0+1             |                    | -                  | -                  | FLT         | 4           | 0           | 39     | 1      |
| 2020-2021              | Blackpool              | FL1                    | 37+3       | 0+1        | FACup+CdL       | 2+1             | 0               |                    | -                  | -                  | FLT         | 2           | 0           | 45     | 1      |
| Totale Blackpool       | Totale Blackpool       | Totale Blackpool       | 140+3      | 2+1        |                 | 13              | 1               |                    | -                  | -                  |             | 9           | 0           | 165    | 4      |
| 2021-2022              | Huddersfield Town      | FLC                    | 40+1       | 0          | FACup+CdL       | 1+2             | 0               |                    | -                  | -                  |             | -           | -           | 44     | 0      |
| 2022-2023              | Huddersfield Town      | FLC                    | 12         | 0          | FACup+CdL       | 0               | 0               |                    | -                  | -                  |             | -           | -           | 12     | 0      |
| Totale carriera        | Totale carriera        | Totale carriera        | 366        | 7          |                 | 29              | 1               |                    | -                  | -                  |             | 16          | 0           | 411    | 8      |

## Palmarès

### Club

#### Competizioni nazionali
- Football League Trophy: 1

Crewe Alexandra: 2012-2013